# الحاكمان (سان مارينو)
الحاكمان  رئيسا جمهورية سان مارينو. وينتخبهما المجلس العام، هيئة البلاد التشريعية، كل ستة أشهر. وعمل بنظام الرئيسين من أيام الإمبراطورية الرومانية.

## طالع
- قائمة حكام سان مارينو